# Codrington Island
Codrington Island ist eine kleine unbewohnte Insel vor der Karibikinsel Antigua.

## Lage und Landschaft
Die Codringtoninsel liegt an der atlantischen Nordostküste, in der Mercers Creek Bay vor Rooms, etwa 50 Meter landab. Nördlich liegt Pelican Island – die beiden Inseln sind mit dem Festland durch einen Riffstock verbunden. Nordwestlich befindet sich Crump Island. Die von Codrington Island mitgebildete Nebenbucht der Mercers Creek Bay südlich der Insel heißt Lords Cove.
Codrington Island ist etwa 400 Meter lang und maximal 300 Meter breit mit einer Bucht im Westen – hier liegt ein weiteres kleines Eiland. Es erhebt sich nur wenige Meter über dem Meeresspiegel, wird von tropischem Buschwald bewachsen und hat keinerlei Strand.

## Geschichte und Naturschutz
Ihren Namen hat die Insel von der Familie Codrington, die zu den bedeutendsten Pflanzern der Insel gehörten, insbesondere besaßen sie ganz Barbuda (dessen Hauptort ebenfalls nach der Familie heißt). Hier hatten sie das Anwesen Rooms.
Die Insel ist heute Staatsbesitz (Crownland – Antigua und Barbuda ist eine Monarchie).
Sie gehört seit 2006 zum North East Marine Management Area (NEMMA, 78 km²), einem recht unspezifischen Schutzgebiet.
Im Rahmen des Antiguan Racer Conservation Project zur Rettung und Wiederansiedlung der sehr seltenen heimischen Schlanknatter wurden die eingeschleppten Ratten und auch der Kleine Mungo ausgerottet.
Auch war hier eine Herde von Anden-Lamas verwildert, die bis in die 1990er-Jahre schwere Erosionsschäden verursacht hatte.